# Siergiej de Manjan
Siergiej Siergiejewicz de Manjan, ros. Сергей Сергеевич де Маньян (ur. ?, zm. 13 sierpnia 1969 r. w Glen Cove) – rosyjski wojskowy (pułkownik), emigrant.
W 1910 r. ukończył szkołę kawaleryjską w Twerze. Służył 1 Pułku Husarzy, a następnie 4 Zapasowym Pułku Kawalerii. Brał udział w I wojnie światowej. Doszedł do stopnia podpułkownika. W 1918 r. wstąpił do wojsk Białych na północno-zachodniej Rosji. W 1919 r. służył w Pułku Konnym gen. Stanisława Bułak-Bałachowicza. W grudniu tego roku przeszedł do służby w zbiorczym punkcie etapowym w Narwie. Po klęsce Armii Północno-Zachodniej gen. Nikołaja N. Judenicza w styczniu 1920 r., przybył do Polski, gdzie wstąpił do nowo formowanej 3 Armii Rosyjskiej. Otrzymał stopień pułkownika. Objął dowództwo brygady dywizji kozackiej. Po zakończeniu II wojny światowej wyemigrował do USA.